# Mar Abascal
Mar Abascal (Madrid, 1974) es una actriz cantante y soprano española.

## Carrera artística
Su carrera profesional se inicia en la primera mitad de la década de 1990, actuando en espectáculos de Zarzuela, como La magia de la zarzuela (1995). Sucesivamente interviene en algunos de las piezas más destacadas del género chico como Agua, azucarillos y aguardiente en el Teatro Fernán Gómez, La Gran Vía, La verbena de la Paloma, y género grande como La corte de Faraón o Los sobrinos del Capitán Grant, en el Teatro de la Zarzuela de Madrid. En 1999 interviene en el musical Estamos en el aire. Continua con su carrera lírica hasta 2007.
En 2008 da un giro a su carrera y se centra en la interpretación, fundamentalmente, de comedias. Ese año protagoniza Mi primera vez (2008-2011), de Ken Davenport, junto a Javi Martín y Miren Ibarguren, con la que llega a estar tres temporadas en cartel. Su mayor éxito sobre los escenarios se lo debe, sin embargo, a la obra Burundanga. El final de una banda (2011-2015), de Jordi Galceran, con la que se mantiene durante tres temporadas en Teatro Lara. En el 2010, participa en el capítulo 129 de Aída, interpretando a Idoya.
Entre diciembre de 2014 y abril de 2017 formó parte del reparto de la comedia de televisión Gym Tony en el papel de Pilar Macías. Ha realizado dos incursiones en la gran pantalla en los cortometrajes El Príncipe de Árgel (2004) y Burbuja (2009). En 2016, gracias a su trayectoria como soprano, se convierte en profesora del programa, Levántate All Stars. En 2020, apareció en el programa En otra clave, cantando una canción en un cabaret.

## Trayectoria

### Televisión
Series de televisión
| Año         | Título                    | Canal              | Personaje      | Notas         |
| ----------- | ------------------------- | ------------------ | -------------- | ------------- |
| 2010        | Aída                      | Telecinco          | Idoya          | 1 episodio    |
| 2014 - 2016 | Gym Tony                  | Cuatro             | Pilar Macías   | 373 episodios |
| 2017        | Gym Tony LC               | FDF                | Pilar Macías   | 60 episodios  |
| 2018        | Centro médico             | La 1               | Sonia Menjíbar | 1 episodio    |
| 2018        | Paquita Salas             | Netflix            | Dori           | 1 episodio    |
| 2019        | Señoras del (h)AMPA       | Telecinco          | Encarna        | 1 episodio    |
| 2020        | Veneno                    | Atresplayer        | Cathy          | 1 episodio    |
| 2021        | En otra clave             | Televisión Canaria | Nicolasa       | 102 episodio  |
| 2021        | Convecinos                | Movistar Plus+     | Presidenta     | 2 episodios   |
| 2024        | Serrines, madera de actor | Prime Video        | Raquel         | 1 episodio    |

Programas de televisión
| Año  | Título              | Canal     | Notas              |
| ---- | ------------------- | --------- | ------------------ |
| 2016 | Levántate All Stars | Telecinco | Profesora de canto |
| 2017 | Me resbala          | Antena 3  | Concursante        |
| 2018 | Los Gipsy Kings     | Cuatro    | Invitada           |

### Largometrajes
| Año  | Título                         | Personaje | Dirección                              |
| ---- | ------------------------------ | --------- | -------------------------------------- |
| 2012 | Los sobrinos del Capitán Grant | Soledad   | Paco Mir                               |
| 2015 | Malú 360º                      | Anita     | Laura Lavín Bonachía y Cristina Moreno |
| 2023 | Vacaciones de Verano           | Ana       | Santiago Segura                        |

### Cortometrajes
| Año  | Título        | Personaje | Dirección                          |
| ---- | ------------- | --------- | ---------------------------------- |
| 2009 | Burbuja       |           | Pedro Casablanc y Gabriel Olivares |
| 2019 | Candela       | Candela   | Gabriel Carrasco                   |
| 2020 | La Misión     | Angustias | Miguel Machetti                    |
| 2021 | Saúl          | María     | Gabriel Carrasco                   |
| 2022 | La Lavandería | Lola      | Miguel Machetti                    |
| 2022 | Parking       | Señora    | Pepe Castro                        |

### Teatro
- Estamos en el aire (2000)
- El Madrid de Jacinto Guerrero (2001)
- Mi primera vez (2007-2009)
- Burundanga. El final de una banda (2011-2015)
- Los sobrinos del Capitán Grant (2012)
- Suceso en el congreso (2017-2019)
- La llamada (2019-2021)
- Ojos que no ven (2021-???)
- El Club de la Comedia (2022-???)
- Laponia (2022-2024)